# Свита
Сви́та або сви́тка — довгополий верхній одяг з домотканого грубого сукна в Східній Європі Середньовіччя та Нового часу. Різновид жупана. Зазвичай сірого або брунатного кольору. Свита є верхнім традиційним одягом українців.

## Назва
Слово свита виводять від прасл. *sъvita, пов'язаним з *viti — «вити», «звивати». Праслов'янську форму реконструюють також як *svita, порівнюючи з латис. svietas («обмотки на ногах у жінок»), його зіставляли й з болг. свила («шовк»).
Колова́ свита — овчинний напівшубок, без лацканів, зі стоячим коміром.

## Історія
Свиту потрібно вважати за одну зі старовинних видів одягу, що належали до українського одягу, бо про неї є вже згадка в Печерському патерику. Якою була в той час свита сказати важко, але її крій був майже той самий, що і свити кінця XIX ст.: так само нерозрізана спина, такі самі фалди і так само вшиті рукава. Свита була одягом простого населення. Міщани та вищі суспільні стани свити не носили.
|  | Кругом дівчата танцювали, В дробушках, в чоботах, в свитках. |

І. П. Котляревський «Енеїда»

## Жіноча свита
Жіноча свита 19 ст. мала такі самі риси як і сердак у бойків. Її викроювали так само, тільки ширшу і так щоб одна пола заходила на іншу. Від стану, свиту розширювали вставними клинами, які утворювали так звані вуси. Старіші свити, як це видно з малюнків Рігельмана, шили до двох вусів. Пізніше її почали змінювати: спочатку додали посередині третій, внаслідок чого зникла нерозрізана спинка (прохідка, засібок), а ще пізніше почали додавати 5, 7, 9 і до 11 вусів. В старовинних свитках на шви накладали барвисті шнурки, що було також оздобою свити. Ці вуси являють собою архаїчну рису свиту, яка на початку була однакова в чоловіків і жінок. В 19. ст. такі свити були вже тільки жіночими, а в чоловічих — вуси замінені на фалди чи ряси. Виріз для коміра в жіночих свитах робили ширший ніж у чоловіків, щоб було видно шийні прикраси. Сам комір був невеликий до 2-2,5 см. Клипні, тобто лацкани вирізували дугою, по шийному викоті. В деяких місцевостях на Київщині до свити пришивали також відкладний комір.
На малюнках Де ля Фліза в жіночих свитах трапляються коміри-стійки та виложисті коміри. Рукави жіночої свити робили раніше з заковрашами, тобто з заворотами, більш-менш мистецьки вирізаними, але наприкінці 19 ст. їх уже не було, замість того пришивали лямівку зі стрічки. Поли жіночої свитки робили якомога ширшими та скошували їх так, щоб у низу права заходила на ліву. Взагалі в жіночій свиті, як і у всьому жіночому та чоловічому українському одязі, права пола прикриває ліву й одяг защіпають з лівого боку на ґудзики, сплетені з ремінця у вигляді кульки та на петельку. Довжина жіночої свити відрізняється в різних місцевостях: на Лівобережжі — коротша, а на Правобережжі — довша.

Залежно від місцевості свити відрізнялися також і кольором. Найпоширеніші були білі свити, а сірі та темні зустрічалися тільки на заході та півночі. На Поділлі та на південній Волині свити обшивали кольоровими шнурками та різними візерунками. У Буковині та на Галичині свити вишивали різнокольоровою вовною на комірі та ззаду на вусах.

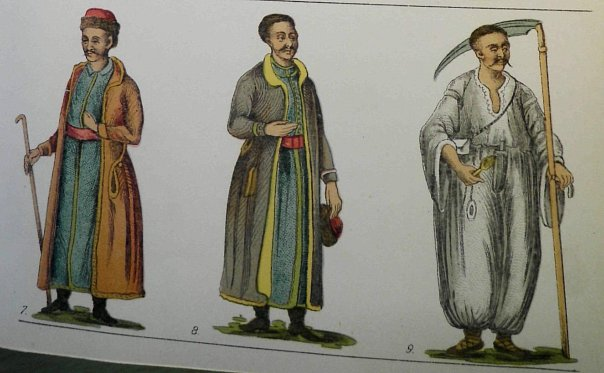
Козак-підпомічник у свиті (зліва)
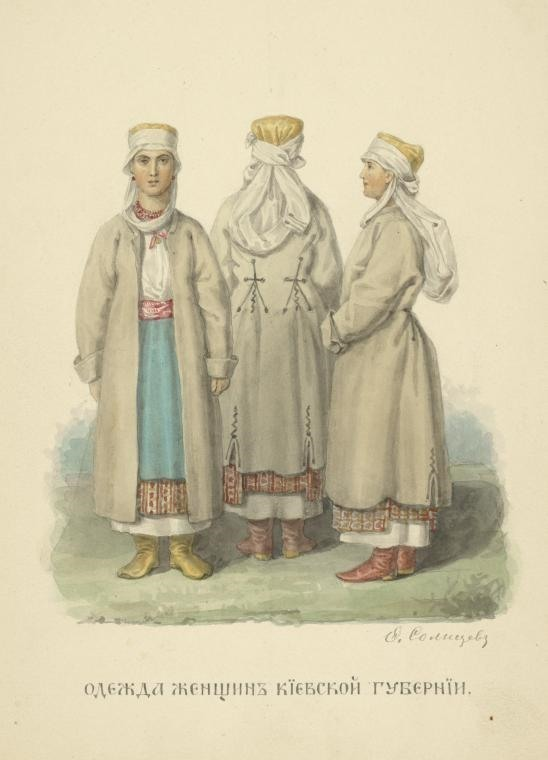
Свита Київської губернії
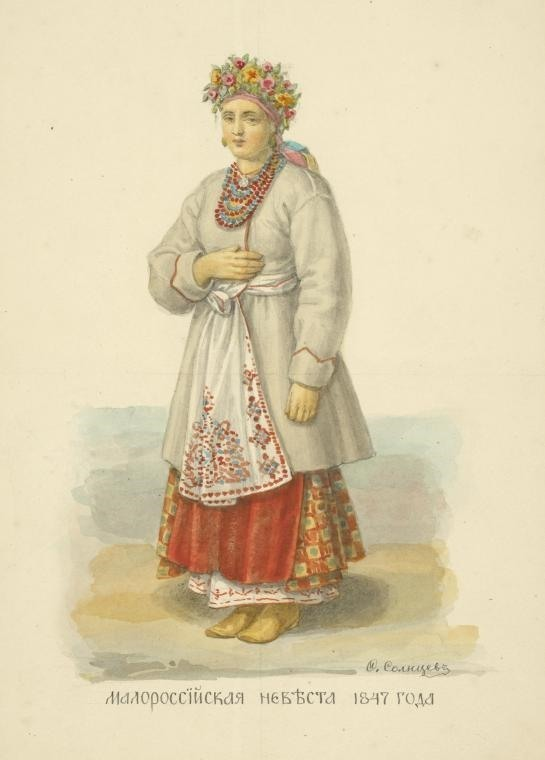
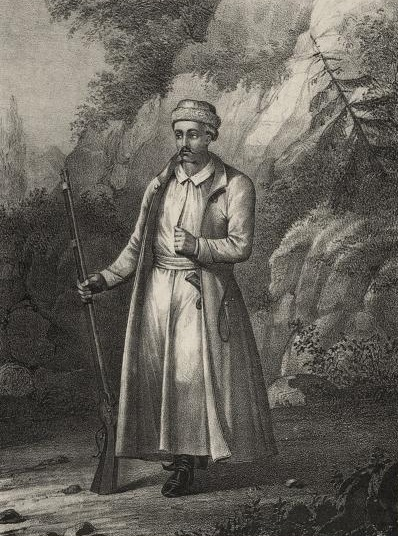
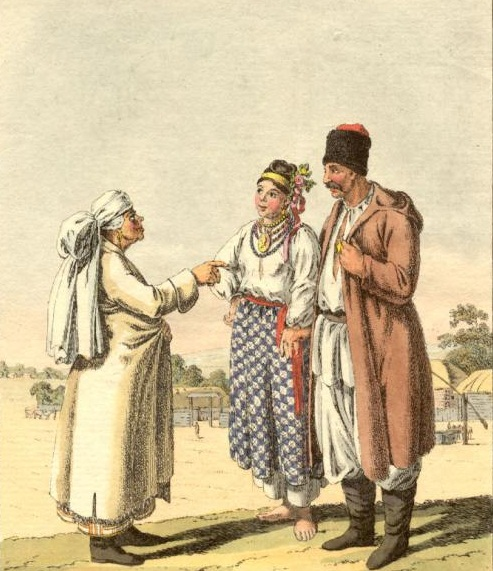
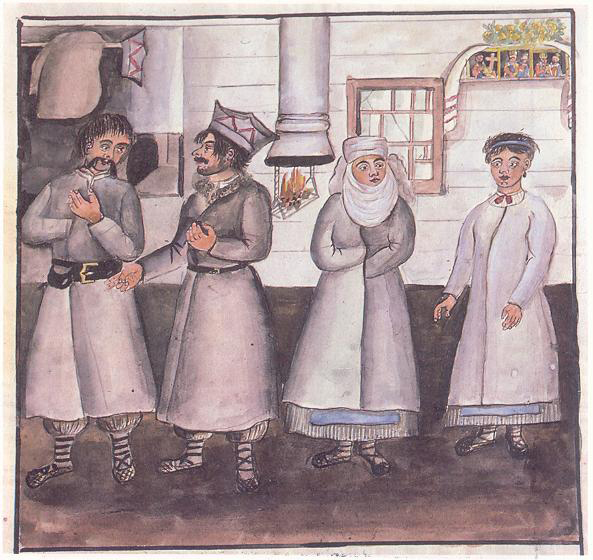
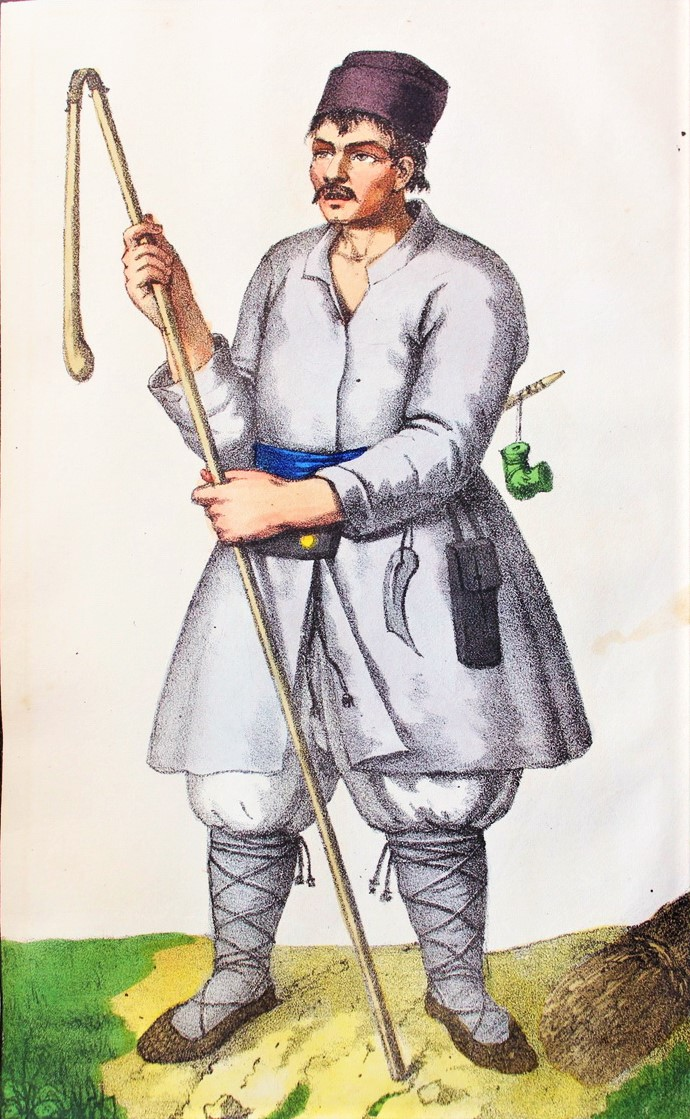
Литвин у свиті